# Boun Oum

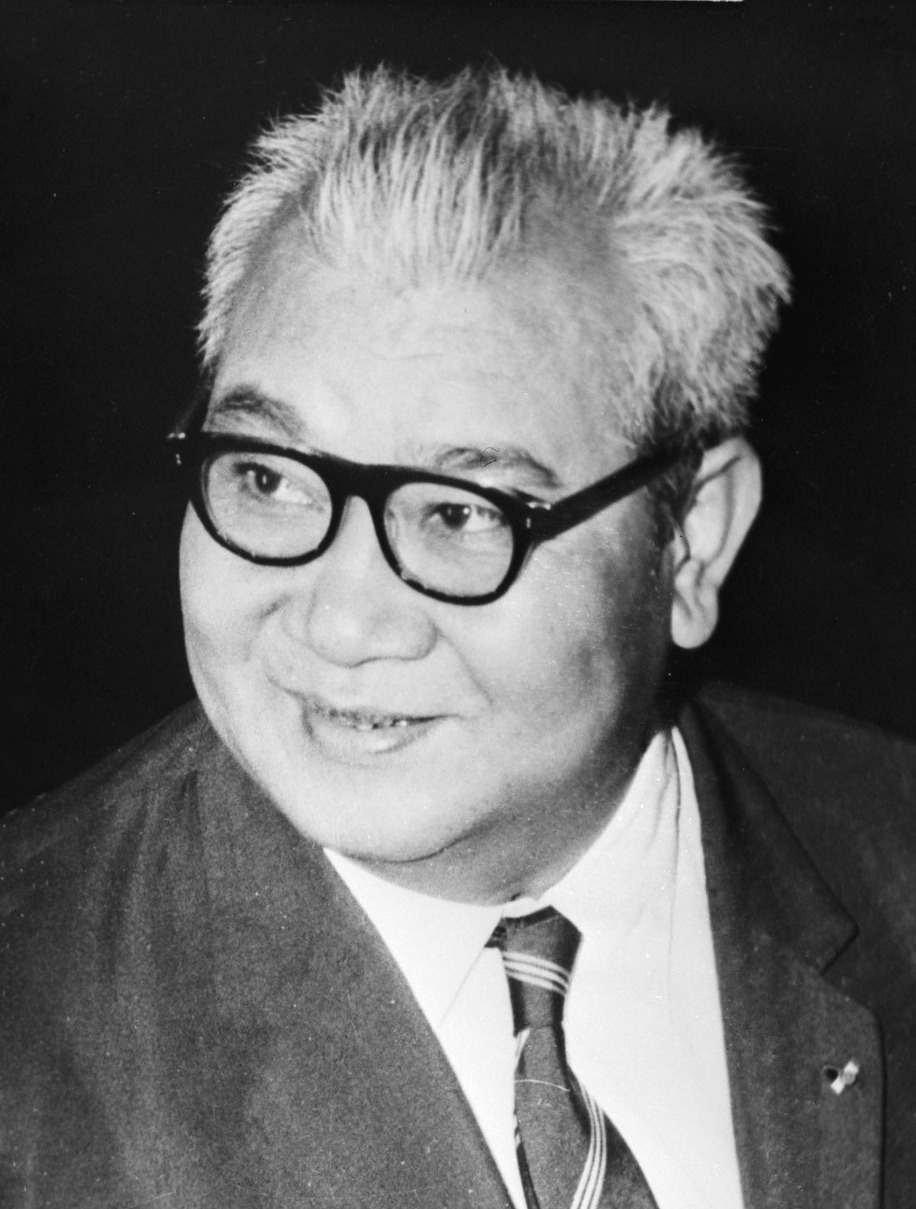
Boun Oum in 1971

Prins Boun Oum, prins van Champasak (Champassak, 12 december 1912 – Boulogne-Billancourt, 17 maart 1980) was een Laotiaans politicus. 
Tijdens de Tweede Wereldoorlog zat Boun Oum in het verzet tegen de Japanners en steunde hij de Fransen (Laos was op dat moment een onderdeel van de Unie van Indochina). Hij werd in 1946 prins van het koninkrijk Champasak. In 1948 werd hij minister-president en minister van Buitenlandse Zaken onder koning Sisavang Vong (tot 1950). In 1954 werd Laos een onafhankelijke en neutrale bufferstaat tussen het communistische Noord-Vietnam en het westerse Thailand. Boun Oum was na de onafhankelijkheid de leider van de prowesterse en centrumrechtse Democratische Partij. Ondanks het neutrale karakter van de nieuwe staat, brak er al spoedig een burgeroorlog uit tussen de prowesterse regeringen in Laos en de communistische Pathet Lao. 
In 1960 wist Boun Oum via een door het leger gesteunde staatsgreep aan de macht te komen. Als premier (1960-1962) genoot hij de steun van de Verenigde Staten. De burgeroorlog ging echter onverminderd door. Zijn voorganger als premier, de neutralistische prins Souvanna Phouma wist echter tot een vergelijk te komen tussen de Pathet Lao, de Democraten en de Neutralisten. Boun Oum trad als premier af en daarmee was de weg vrij voor de nieuwe door Souvanna geleide regering. Van 1962 tot 1975 was Boun Oum minister van Religie. Na de communistische mei-coup van 1975 wist Boun Oum naar Frankrijk te vluchten, waar hij in 1980 overleed. De communistische regering had hem bij verstek ter dood veroordeeld.